# Čeremšan (Tatarstan)
Čeremšan (in russo Черемшан?; in tartaro: Чирмешән, Çirmeşän) è un villaggio che si trova nella Repubblica autonoma del Tatarstan, in Russia. È il centro amministrativo del distretto Čeremšanskij.
Il villaggio è situato nel sud del Tatarstan, al confine amministrativo con l'oblast' di Samara, sul fiume Bol'šoj Čeremšan.